# Балкан експрес (ТВ серија)
Балкан експрес је југословенска ТВ серија из 1984. године.

## Опис
Група ситних лопова и варалица лута по местима прерушена у музички састав „Балкан Експрес“. Почиње окупација и једина брига ових џепароша је како сачувати главу на ветрометини првих ратних страхота.
У том страшном и немилосрдном времену људи са дна израстају из својих, до тада, безначајних судбина и постају трагични хероји свог времена. Црни хумор се преплиће са узбудљивим драмским заплетом, а носталгична музика као да се бори са страхотама рата.
Радња се дешава у Србији окупираној од сила Осовине. У новом окружењу, скривени под Балкан експрес бендом покушавају да се снађу и наравно гледају да профитирају.

## Епизоде
1. Весела домовина
2. Гужва у отаџбини
3. Обрачун код Бел епока

## Улоге

### Главне
| Глумац           | Улога   |
| ---------------- | ------- |
| Драган Николић   | Попај   |
| Бора Тодоровић   | Пик     |
| Тања Бошковић    | Лили    |
| Бата Живојиновић | Стојчић |
| Оливера Марковић | тета    |
| Радко Полич      | Дитрих  |
| Тома Здравковић  | Славуј  |
| Хајдана Балетић  | Леа     |

### Епизодне
| Глумац              | Улога                       |
| ------------------- | --------------------------- |
| Богдан Диклић       | млекаџија                   |
| Бранко Цвејић       | Костица                     |
| Мило Мирановић      | агент                       |
| Милан Ерак          | Макса                       |
| Јосиф Татић         | свештеник                   |
| Предраг Милетић     | немачки официр              |
| Ратко Танкосић      | шанкош                      |
| Гојко Балетић       | Бошко                       |
| Предраг Милинковић  | примаш                      |
| Радмила Гутеша      | тумач                       |
| Љубомир Шкиљевић    | црквењаш                    |
| Катица Жели         | власница преноћишта         |
| Столе Новаковић     | Крајскомандант              |
| Петар Лупа          | Дедица                      |
| Богдан Михајловић   | официр југословенске војске |
| Драгомир Станојевић | Брунер                      |
| Бранимир Перић      | путник                      |
| Љиљана Ђоговић      | госпођице                   |
| Весна Ојданић       | госпођице                   |
| Загорка Петровић    | госпођице                   |
| Милутин Мићовић     | пуковник                    |
| Стеван Крунић       | добошар                     |
| Бранко Стефановић   | сељак                       |
| Горан Марковић      | посланик                    |
| Живота Брадић       | сладолеџија                 |